# Бальзовый плот
Бальзовый плот — транспортно-грузовое плавсредство перуанских индейцев, изготовленное из лёгкой бальзовой древесины. Из-за особенностей своей конструкции бальзовый плот позволял передвигаться достаточно свободно там, куда европейские суда попасть не имели возможности, например — в зоне прибоя или на мелководье. Норвежский путешественник Тур Хейердал в 1947 году на таком плоту «Кон-Тики» совершил океанский переход из Перу до Туамоту.

## Конструкция
Как правило, длина такого плота достигала 25 — 30 метров, ширина 6,5 — 9,6 метров, грузоподъёмность — до 20 — 25 тонн. Обычно бальзовый плот строился из семи, девяти или большего количества брёвен, соединённых друг с другом верёвками или лианами, которые также скрепляли поперечные элементы конструкции. Бальзовая древесина ввиду своей мягкости не истирала верёвочные крепления. Кормовая оконечность плота делалась ровной, центральное бревно выбиралось длиннее тех брёвен, что располагались по бокам.
На типичном бальзовом плоту в средней части палубы устанавливалась крытая камышом рубка, камбуз с открытым очагом, двуногая мачта с реями, такелажем и прямыми хлопчатобумажными парусами, а на баке и на юте — выдвижные шверты (гуары). Шверты размещались вертикально между брёвнами корпуса на носу и на корме. Они изготавливались в виде деревянных плоскостей длиной до трёх-четырёх метров и шириной до полуметра. Их погружение в воду и подъём из воды во взаимодействии с работой парусного вооружения позволяли выполнять довольно сложные манёвры.
Бревенчатая палуба, как правило, покрывалась тростниковым настилом достаточной толщины, чтобы экипаж и грузы не пострадали от воды. При этом, деревянные и тростниковые части скреплялись верёвками, сплетёнными из растительных волокон. Якорями служили камни, по форме подобные мельничным жерновам. На корме хранился запас питьевой воды в кувшинах.